# Verfassungsreferendum in Palau (Oktober 1979)
Das Verfassungsreferendum in Palau (en.: constitutional referendum, Zweites Verfassungsreferendum) war eine Abstimmung im pazifischen Inselstaat Palau am 23. Oktober 1979. Nur drei Monate nach der ersten Abstimmung über die Verfassung von Palau (Uchetemel a llach er a beluu er a Belau) im Juli desselben Jahres, sollten erstmals Ergänzungen der Verfassung abgestimmt werden. Die Verfassungsänderungen (amendments) wurden von 69 % der Abstimmenden abgelehnt.

## Ergebnisse
| Wahl                     | Stimmen | %     |
| ------------------------ | ------- | ----- |
| Dafür                    | 1.905   | 30,82 |
| Dagegen                  | 4.277   | 69,18 |
| Ungültig                 |         | –     |
| Gesamt                   | 6.182   | 100   |
| Source: Direct Democracy |         |       |